# Gustavo Jorge Acosta (futbolista)
Gustavo Jorge Acosta (Mar del Plata, 22 de noviembre de 1965 - Buenos Aires, 3 de abril de 2024)  fue un futbolista argentino, zurdo, que jugó de mediocampista ofensivo.

## Trayectoria
Desde su niñez llevó con orgullo el apodo de Cepillo, con que lo bautizó un empleado de una funeraria vecina de la florería propiedad de su familia, y hacía referencia a su corte de pelo con flequillo.
Creció en un barrio de gran tradición futbolística, donde todos los jóvenes destacaban por el hábil manejo del balón. 
Inició su carrera en el fútbol infantil de su ciudad natal, desempeñándose en los clubes Teléfonos y Florida, entre otros.
A los 15 años se incorpora al club Ferro Carril Oeste, donde debutó en primera división, y jugó 170 partidos en nueve años. Allí ganó dos veces el campeonato argentino. Fue formado y dirigido durante años por Carlos Timoteo Griguol, a quien siempre recordaría como su maestro en el fútbol.
En 1991 se trasladó al FC St. Pauli de la segunda división alemana, donde disputó 16 partidos y convirtió tres goles en la siguiente temporada 1991-92. Luego se mudó al SV Lurup.
A finales de la década de 1990, Acosta también jugó en España para Unió Esportiva Lleida de la segunda División de España y el FC Cádiz de la segunda División B de España. Terminó su carrera en 1998 con el club Independiente Medellín.
Su adicción al cigarrillo, desde la adolescencia hasta el último día de su vida, le produjo múltiples obstrucciones de arterias coronarias que motivaron un baipás coronario, tiempo después sucesivas amputaciones hasta perder ambas piernas, y finalmente su fallecimiento.
Fue padre de una hija y dos hijos, uno de los cuales, Mateo Acosta, siguió sus pasos como futbolista profesional.

### Selección nacional
Integró el combinado argentino que ganó la medalla de bronce en el torneo de fútbol de los Juegos Panamericanos de 1987.

## Enlaces
- Datos: Q1556746